# دونالد سمارت
دونالد سمارت (بالإنجليزية: Donald Smart)‏ هو لاعب هوكي الحقل أسترالي، ولد في 7 يناير 1942.

## وصلات خارجية
- دونالد سمارت على موقع أوليمبيديا (الإنجليزية)
- دونالد سمارت على موقع اللجنة الأولمبية الأسترالية (الإنجليزية)